# Bouin-Plumoison
Bouin-Plumoison é uma comuna francesa na região administrativa de Altos da França, no departamento de Pas-de-Calais. Estende-se por uma área de 6,22 km². Em 2010 a comuna tinha 507 habitantes (densidade: 81,5 hab./km²).